# Raúl Silva
Pour les articles homonymes, voir Silva.
Raúl Silva, de son nom complet Raúl Michel Melo da Silva, est un footballeur brésilien, né le 4 novembre 1989 à Belém. Il évolue au poste de défenseur central.

## Biographie
À son arrivée au Portugal en 2014, il évolue au CS Marítimo. Il dispute notamment une finale de Coupe de la Ligue en 2015, dans laquelle il est exclu du match, perdue contre le Benfica Lisbonne,.
En 2017, il est transféré au Sporting Braga,.

## Palmarès
Avec le Paysandu SC :
- Champion du Pará en 2013

Avec le Figueirense FC :
- Champion de Santa Catarina en 2014

Avec le CS Marítimo :
- Finaliste de la Coupe de la Ligue en 2015

Avec Sporting Clube de Braga
- Coupe de la Ligue portugaise : 2020